# بيل فيولا
بيل فيولا (بالإنجليزية: Bill Viola)‏ هو فنان فيديو معاصر أمريكي. وُلد في كوينز بمدينة نيويورك.

## روابط خارجية
- بيل فيولا على موقع IMDb (الإنجليزية)
- بيل فيولا على موقع الموسوعة البريطانية (الإنجليزية)
- بيل فيولا على موقع مونزينجر (الألمانية)
- بيل فيولا على موقع ميوزك برينز (الإنجليزية)
- بيل فيولا على موقع ديسكوغز (الإنجليزية)
- بيل فيولا على موقع قاعدة بيانات الفيلم (الإنجليزية)